# Alessia Pieretti
Alessia Pieretti (Roma, 13 maggio 1976) è una pentatleta e politica italiana.

## Biografia
Alessia è stata un'atleta della Nazionale Italiana di Pentathlon Moderno dal 1994 al 2011. Vincitrice della Finale di Coppa del Mondo individuale a Chianciano nel 2006. Cinque medaglie ai Campionati del Mondo, quattro medaglie ai Campionati Europei. Qualificazione alle Olimpiadi di Pechino 2008. Premio Internazionale Cartagine 2009 per la diffusione della cultura dello Sport nel Mediterraneo. Premio Donna Sport 2020 Panathlon Roma. 
Consigliere Federale FIPM quadriennio olimpico 2013-2016. Vicepresidente CONI Lazio quadriennio olimpico 2017-2021.
Ha all'attivo due Laure conseguite presso La Sapienza e l'università degli studi di Roma "foro italico", rispettivamente in sociologia e in scienze motorie.
Ha iniziato la sua carriera politica nel Comune di Monterotondo come assessore allo sport, volontariato,  pari opportunità e diritti fino al 2019, nel 2019 entra in consiglio comunale e nel 2022 riceve le deleghe come consigliere città Metropolitana di Roma dove si occuperà di Sviluppo Economico, Sviluppo Tecnologico, Transizione Digitale, Energia, Sviluppo del Turismo.
È allenatrice IV livello Europeo di FSN e DSA ed esperta preparatrice fisica (qualifica CONI). In carriera ha conseguito i seguenti risultati: la vittoria della finale di coppa del mondo a Chianciano 2006, la qualificazione alle olimpiadi di Pechino 2008, il bronzo nel pentathlon moderno staffetta a squadre nel mondiale di Varsavia 2005; 3 titoli Europei, rispettivamente un bronzo a Montepulciano 2005 (pentathlon moderno staffetta a squadre), un bronzo a Budapest 2006 (pentathlon moderno a squadre) e un oro a Riga 2007 (pentathlon moderno a squadre).

## Palmarès
In carriera ha conseguito i seguenti risultati:
- Roma 1994: Oro a squadre Campionato del Mondo Giovanile
- Ungheria 1997: Argento a squadre Campionato del Mondo Junior e Bronzo a staffetta Campionato Europeo Junior 1997
- Varsavia 2005: Bronzo nel pentathlon moderno staffetta a squadre
- Montepulciano 2005: Bronzo nel pentathlon moderno staffetta a squadre.
- Budapest 2006: Bronzo nel pentathlon moderno a squadre.
- Chianciano 2006: Vittoria Finale Coppa del Mondo
- Riga 2007: Oro nel pentathlon moderno a squadre.
- Pechino 2008: Qualificazione ai giochi olimpici